# ОА (телесериал)
«ОА» (англ. The OA) — американский мистический телесериал с элементами научной фантастики, сверхъестественного и фэнтези. Телесериал стал доступен онлайн на сервисе Netflix 16 декабря 2016 года. Телесериал создан и спродюсирован Брит Марлинг и Залом Батманглиджем (это их третье сотрудничество). Телесериал состоит из двух сезонов по восемь эпизодов. Продюсерскими компаниями являются Plan B Entertainment и Anonymous Content. 8 февраля 2017 года Netflix продлил сериал на второй сезон, он был выпущен 22 марта 2019 года.
5 августа 2019 года Netflix объявил о закрытии сериала после двух сезонов.

## Сюжет

### Часть I
Прейри Джонсон (Марлинг) таинственным образом возвращается через семь лет после своего исчезновения. Теперь Прейри называет себя «ОА» и может видеть, хотя до исчезновения была слепой.
ОА отказывается сообщить ФБР и ее приемным родителям, где она была и как ее зрение было восстановлено, вместо этого она собирает команду из пяти местных жителей (четыре старшеклассника и учитель), которым она раскрывает эту информацию, также объясняя историю своей жизни. Наконец, она просит их помочь другим пропавшим людям, которых, как она утверждает, можно спасти, открыв портал в другое измерение.

### Часть II
Второй сезон следует за ОА, когда та перемещается в другое измерение и оказывается в Сан-Франциско, чтобы продолжить поиски своего похитителя Хапа и ее товарищей по плену, её пути переплетаются с частным детективом Каримом Вашингтоном, чтобы помочь ему в расследовании сюрреалистического исчезновения пропавшей девушки, в котором замешаны заброшенный дом со сверхъестественной историей и онлайн-игру-головоломку. Между тем, в первоначальном измерении серия неудачных событий побуждает пятерых спутников ОА отправиться в путешествие по Америке, чтобы помочь ОА в ее путешествии.

## Актёры и персонажи

### В главных ролях
- Брит Марлинг — Нина Азарова / Прейри Джонсон / ОА
- Эмори Коэн — Гомер Робертс
- Джейсон Айзекс — доктор Хантер Алойзиус «Хап» Перси
- Скотт Уилсон — Абель Джонсон, приёмный отец Прейри
- Филлис Смит — Элизабет «Бетти» Бродерик-Аллен
- Элис Криге — Нэнси Джонсон, приёмная мать Прейри
- Патрик Гибсон — Стив Уинчелл
- Брендан Мейер — Джесси
- Брэндон Переа — Альфонсо «Француз» Соса
- Иэн Александер — Бак Ву
- Кингсли Бен-Адир — Карим Вашингтон
- Хлоя Левин — Энджи

### Роли второго плана
- Хиам Аббасс — Хатун
- Зоя Тодоровски — Нина Азарова, маленькая Прейри Джонсон
- Маркус Чой — Мистер Ву
- Роберт Эли — Директор Эллис Гилкрист
- Николай Николаефф — Роман Азаров, папа Нины
- Уилл Брилл — Скот Браун
- Захари Гемино — Карлос Соса, брат Альфонсо
- Шэрон Ван Эттен — Рэйчел ДеГрассо
- Риз Ахмед — Элиас Рахим
- Пас Вега — Рената Дуарте
- Роберт Морган — Шериф Стэн Маркхем
- Майкл Кампсти — доктор Леон Ситро
- Шон Грандильо — Майлз Бреков
- Бриа Винаите — Дарми
- Зендая — Фола Узаки
- Ирен Жакоб — Элоди
- Эйдзиро Озаки — Азраэль / гигантский осьминог (голос)
- Винсент Картайзер — Пьер Раскин
- Лиз Карр — Марлоу Родс

## Список эпизодов
| Сезон | Сезон | Эпизоды | Оригинальная дата показа | Оригинальная дата показа |
| Сезон | Сезон | Эпизоды | Премьера сезона          | Финал сезона             |
| ----- | ----- | ------- | ------------------------ | ------------------------ |
|       | 1     | 8       | 16 декабря 2016          | 16 декабря 2016          |
|       | 2     | 8       | 22 марта 2019            | 22 марта 2019            |

### Сезон 1 (2016)
| № общий | № в сезоне | Название                          | Режиссёр        | Автор сценария                 | Дата премьеры   |
| --- | ---------- | --------------------------------- | --------------- | ------------------------------ | --------------- |
| 1 | 1          | «Возвращение» «Homecoming»        | Зал Батманглидж | Брит Марлинг и Зал Батманглидж | 16 декабря 2016 |
| 28-летняя Прейри Джонсон возвращается к родителям, Нэнси и Абелю, после того, как исчезла 7 лет назад. До исчезновения Прейри была слепа, но теперь она может видеть и настаивает, чтобы её называли «ОА». Она не объясняет ни то, как вновь обрела зрение, ни то, где находилась в течение последних семи лет, хотя делает туманные намёки о других заложниках. ОА говорит со Стивом — местным хулиганом: если он поможет ей и позовёт ещё четверых сильных людей, то она поможет спасти его от отправки в лагерь в Эшвилле. Ночью ОА встречается в заброшенном доме со Стивом и тремя другими ребятами из его школы — «Французом», Баком и Джесси. Последней пришла их преподавательница Бетти Бродерик-Аллен («Би-Би-Эй»). Прейри рассказывает им, что она родилась в России, её звали Нина Азарова и она была дочерью могущественного олигарха. В детстве ей снились кошмарные сны, как она тонет в реке подо льдом. Папа помог ей справиться с этим страхом. Однажды по дороге в школу в автобус с Ниной и детьми других олигархов врезается мафия и сталкивает его в реку. Нина погибла, но на той стороне женщина по имени Хатун предоставила девочке выбор: остаться с ней или вернуться к жизни. Нина вернулась к жизни, но взамен Хатун забрала её зрение, чтобы защитить её от ужасных вещей, подстерегающих впереди. |            |                                   |                 |                                |                 |
| 2 | 2          | «Новый Колосс» «New Colossus»     | Зал Батманглидж | Мелани Марнич                  | 16 декабря 2016 |
| Продолжая свой рассказ, ОА говорит, что папа, чтобы защитить свою дочку, отправил её в американскую школу-интернат для слепых детей. Однако позже он погиб, и тётя забрала её к себе, так как за интернат ей было платить нечем. Тётя занимается нелегальными усыновлениями. Пришедшие за младенцем, Нэнси и Абель случайно натолкнулись на девочку и решили удочерить её, дав ей имя Прейри. В течение следующих нескольких лет новые родители Прейри пытались вылечить её сны и предчувствия, давая ей лекарства. Во снах ей виделось, что папа ждет её у Статуи Свободы. Она сбежала из дома в свой 21-й день рождения, чтобы вновь с ним встретиться. Весь день она простояла у Статуи Свободы, но он не пришёл. Зато пришёл другой человек — учёный по имени Хап. Прейри свою историю на эту ночь заканчивает, и ребята начинают выяснять, действительно ли она говорит правду. Француз больше появляться на встречах не хочет, поскольку получает стипендию и желает сосредоточиться на этом. Но Бак всё-таки убеждает его прийти снова. Следующей ночью ОА рассказывает им, что Хап изучал людей с околоклинической смертью (ОКС) — таких, как она. Прейри соглашается помочь Хапу, дав согласие на изучение себя, и они летят на его личном самолёте к нему домой, где он обманом запирает её в стеклянную клетку в подвале против её воли, где так же содержатся другие испытуемые, причём уже долгое время.                                                           |            |                                   |                 |                                |                 |
| 3 | 3          | «Чемпион» «Champion»              | Зал Батманглидж | Брит Марлинг и Доминик Орландо | 16 декабря 2016 |
| Прейри знакомится с Гомером, Скоттом и Рейчел — тремя другими пленниками. Гомер был спортсменом, который попал туда за год до ОА. С течением времени Хап начинает выпускать ОА из клетки, чтобы она помогала ему по дому, так как она беспомощна, и он верит, что из-за слепоты сбежать она не сможет. Он регулярно в рамках эксперимента пускает по клеткам заключённых особый газ, и четвёрка пленников не может понять, для чего и как газ делает их безвольными. После окончания второй части рассказа мальчики разговаривают с Би-Би-Эй о ситуации со смертью её брата-близнеца Тео. Би-Би-Эй защищает Стива от отправки в Эшвилл, убеждая его родителей перевести подростка на специальную форму образования. ОА продолжает рассказывать историю. Хап чуть не умер от пищевой аллергии, но убедил Прейри спасти его, так как без пароля она не смогла бы открыть клетки, и остальные пленники умерли бы от голода. При поисках лекарства от аллергии она обнаруживает в ванной тело другой девушки, Августы, которую учёный похитил ранее. Позже она сталкивает похитителя вниз по лестнице в подвал и сбегает из дома. Через лес ОА добегает до карьера, но Хап её догоняет и наносит удар по голове. ОА теряет сознание. |            |                                   |                 |                                |                 |
| 4 | 4          | «Вдали» «Away»                    | Зал Батманглидж | Руби Рей Спигель               | 16 декабря 2016 |
| У Прейри происходит ОКС, и она опять встречается с Хатун. Та предлагает выбор: воссоединиться с отцом или вернуться в неволю. ОА хочет вернуться, чтобы помочь другим. Хатун предлагает Прейри проглотить птицу, которая покажет ей способ передвижения, неизвестный людям. Она говорит Прейри, что они должны работать впятером все вместе, чтобы предотвратить великое зло, и что Прейри является избранной. Хап возвращает Прейри в клетку, и она рассказывает другим, что она теперь может видеть, что они все ангелы, и их выход — это выяснение сути эксперимента Хапа. Би-Би-Эй узнаёт, что Тео оставил ей по завещанию 50 тысяч долларов. ОА общается с советником ФБР Элиасом, который подсказывает ей, чтобы она сосредоточилась на своём душевном исцелении. В её рассказе Прейри и Рейчел решили вдохнуть газ скополамин, чтобы Гомер остался в сознании и запомнил происходящее во время эксперимента. Хап топит их в воде и делает звуковые записи их ОКС. Когда Гомер всё-таки смог остаться в сознании, в ОКС он видит, как бегает по коридору, находит аквариум и проглатывает рыбу. Прейри заключает, что она является личностью, которая отвечает на некоторые звуковые сочетания — такие как «Вдали» (Away) или «О-А» («Оу-Эй»). |            |                                   |                 |                                |                 |
| 5 | 5          | «Рай» «Paradise»                  | Зал Батманглидж | Брит Марлинг и Зал Батманглидж | 16 декабря 2016 |
| ОА (просит не называть её Прейри) и Гомер выполняют два движения, которые они получили в своих ОКС. Хап заставляет Гомера соблазнить пережившую на Кубе ОКС девушку по имени Рената. Гомер занимается с ней сексом, что разрушает боевой дух команды и причиняет боль ОА. Теперь, когда Рената заперта у Хапа, для эксперимента настала очередь Скотта. Скотт умоляет его пощадить, так как он слишком болен, чтобы пережить ещё одну ОКС, и раскрывает ОА: что она теперь видит, что у неё идеи об ангелах; рассказывает, как можно сбежать. Хап всё равно проводит эксперимент со Скоттом, и тот умирает. Он помещает его тело обратно в клетку и говорит ОА, что это её вина. В течение нескольких часов ОА и Гомер со Скоттом посередине выполняют лицом друг к другу странные движения. Неожиданно Скотт возвращается к жизни и рассказывает им, что они были правы — если по меньшей мере пять человек выполняют определённые движения, открывается дверь в другое измерение. Он получил третье движение из пяти. Хап бежит к клеткам, поражённый тем, что Скотт воскрес. В настоящем времени ОА рассказывает другим, зачем всё-таки она их вместе собрала — чтобы научить их движениям, чтобы она смогла попасть в другое измерение и спасти остальных пленников. |            |                                   |                 |                                |                 |
| 6 | 6          | «Развилка» «Forking Paths»        | Зал Батманглидж | Мелани Марнич                  | 16 декабря 2016 |
| В течение следующих трёх лет Рената усваивет четвёртое движение, ОА и Гомер наносят на себя шрамы со схематично записанными движениями, поскольку у переноса в другое измерение есть побочный эффект, выражающийся в амнезии, а так они смогут их вспомнить. Хап внимательно смотрит и изучает их движения. Хап навещает своего бывшего наставника Леона, который в морге тоже проводит эксперименты. Леон говорит Хапу, что находится очень близко к доказательству существования загробной жизни, а Хап тому говорит, что считает, что на самом деле есть несколько измерений, и у его подопытных может получиться путешествовать между ними. Леон хитростью заманивает Хапа в другую комнату, где, угрожая пистолетом, требует, чтобы тот раскрыл свои успехи. Они дерутся, и Хап убивает Леона. Хап покидает больницу и информирует сотрудников, чтобы те позвонили в полицию, чтобы спасти подопытных Леона. Позже он просит ОА уехать с ним: они смогут зарабатывать деньги, используя первые два целительных движения, и продолжать исследования, но ОА отвергает его предложение. Он открывает ей, что её ОКС происходили в кольцах Сатурна. Шериф посещает Хапа, который увлечён прослушиванием звуков колец Сатурна, и обнаруживает на дисплеях мониторов заложников. Он наставляет на Хапа пистолет. |            |                                   |                 |                                |                 |
| 7 | 7          | «Империя света» «Empire of Light» | Зал Батманглидж | Брит Марлинг и Зал Батманглидж | 16 декабря 2016 |
| ОА снится особый сон, где она наблюдает большое пространство с металлическим звуком, но она не может сказать, что это значит. Она обсуждает это с Элиасом, который считает, что её экстрасенсорные способности могут быть результатом того, что она в состоянии заметить вокруг себя даже мельчайшие раздражители. Он также ей говорит, чтобы она просто приняла всё то, что происходит. Родители Стива отправляют сына в Эшвилл, но Би-Би-Эй использует свой чек на 50 000 долларов, чтобы подкупить водителей и выручить его. ОА ужинает с родителями, и Нэнси расстраивается из-за того, что ничего не знает о том, что случилось с её дочерью. ОА объясняет, что она сама нанесла себе шрамы с обозначениями движений, которые открывают другое измерение, и она знает всё это, потому что она ОА («Оригинальный Ангел»). Это вызывает у Нэнси негодование, и она даёт ОА пощечину. Француз предлагает ОА простить Нэнси и Абеля и относиться к ним как к родителям. Стив обвиняет ОА в том, что она использует его и остальных лишь для того, чтобы вернуться к Гомеру, и со злости вкалывает ей в ногу карандаш. Она обнимает его и успокаивает. Он спрашивает её, как она пережила все эти годы, а она отвечает, что сделала это, потому что была не одна. |            |                                   |                 |                                |                 |
| 8 | 8          | «Невидимый» «Invisible Self»      | Зал Батманглидж | Брит Марлинг и Зал Батманглидж | 16 декабря 2016 |
| Хап убеждает шерифа, что ОА и Гомер могут вылечить умирающую жену шерифа. После того, как жена стала способна двигаться и говорить, она рассказывает, что тоже в детстве пережила ОКС, и показывает им пятое движение. Её муж бежит к ней, но забывает пистолет. Хап, заметив это, убивает супругов. Он вывозит из дома ОА и выбрасывает на дороге, говоря ей, что она ему не нужна — он будет прыгать по измерениям с Гомером и остальными. В настоящем времени ОА рассказывает упрощённую версию своей истории родителям. Нэнси признаётся Абелю, что она знала, что ОА сама ушла. Француз проникает к ОА в дом и обнаруживает книги, которые относятся к истории ОА (например «Илиада» Гомера). Выходя, он натыкается на Элиаса, и тот рассказывает ему, что истории ОА были ложью. Элиас также говорит Французу, что тот был слушателем и тем самым помог разделить её боль. Француз делится откровением с другими. Когда все школьники собрались в столовой, возле школы появляется неизвестный стрелок и устраивает пальбу. Неожиданно ОА понимает, что означал её сон. Она бежит к школе, где пятёрка отвлекает стрелка движениями; кто-то валит его с ног и отнимает оружие, но тот успевает нажать на спусковой крючок. Шальная пуля попадает ОА в грудь. Когда её везут в машине скорой помощи, она говорит друзьям, что их план сработал. Происходяшее сменяет чёрный экран, затем на белом фоне появляется лицо ОА, вновь чёрный экран, и она спрашивает: «Гомер?». |            |                                   |                 |                                |                 |

### Сезон 2 (2019)
| № общий | № в сезоне | Название                                                  | Режиссёр         | Автор сценария                        | Дата премьеры |
| --- | ---------- | --------------------------------------------------------- | ---------------- | ------------------------------------- | ------------- |
| 9 | 1          | «Ангел смерти» «Chapter 1: Angel of Death»                | Зал Батманглидж  | Брит Марлинг и Зал Батманглидж        | 22 марта 2019 |
| В Сан-Франциско частный детектив Карим Вашингтон соглашается помочь пожилой женщине найти её пропавшую внучку Мишель. Карим обнаруживает бывшее убежище девочки в заброшенном доме, где она выиграла десятки тысяч долларов, играя в «Q Symphony», онлайн-игру-головоломку. Карим выдвигает теорию, что игра является инструментом краудсорсинга, созданным Пьером Раскином. Детектив проникает в штаб-квартиру игроков Q Symphony. Тем временем взрослая Нина Азарова попадает в Сан-Франциско, тогда как Прейри умирает от пулевого ранения; Прейри пробуждается в теле Нины, в альтернативном измерении, где Джо Байден становится президентом в 2016 году. Нина никогда не была слепой, её отец умер совсем недавно, а Пьер Раскин - её парень. Она связывается с Нэнси, которая не знает Нину, т.к. усыновила мальчика . Из-за нестабильного поведения, ОА помещают в государственную психиатрическую больницу, но она принимает предложение зарегистрироваться в частной клинике на уединённом острове (Трежер-Айленд). Гомер работает там психиатром и не узнает её. Рейчел, Скотт и Рената — пациенты. Директор учреждения - Хап, который обращается к ней, как к «Прейри». |            |                                                           |                  |                                       |               |
| 10 | 2          | «Трежер-Айленд» «Chapter 2: Treasure Island»              | Зал Батманглидж  | Дэмиен Обер и Ники Палуга             | 22 марта 2019 |
| Хап продолжает усиливать давление на ОА, изолируя её от других пленников. Она безуспешно пытается помочь Гомеру вспомнить его жизнь из первоначального измерения. Из сочувствия Гомер решает позволить девушке пообщаться со Скоттом, Рэйчел и Ренатой. Рэйчел, больше не способная говорить использует вещи, находящиеся под рукой, чтобы объяснить Прейри, что Хап планирует создать карту нескольких измерений для своих целей. Тем временем Карим встречает Марлоу Роудс, бывшего доктора, которая работала на Раскина, который говорил, что дом является источником снов. Карим понимает, что этот дом имеет отношение к Нине, подруге Пьера Раскина, и решает навестить Прейри/Нину в клинике. Хап берет Рэйчел, в качестве немой помощницы в его эксперименте. Рэйчел натыкается на секретную дверь, за которой она видит что-то ужасное. Девушка наносит удар Хапу в живот, и Хап убивает ее. Подсознание Рэйчел переносится из её тела в первоначальное измерение, где она находит убежище в зеркале Бака. |            |                                                           |                  |                                       |               |
| 11 | 3          | «Волшебное зеркало» «Chapter 3: Magic Mirror»             | Эндрю Хай        | Ники Палуга и Доминик Орландо         | 22 марта 2019 |
| В первоначальном измерении Прейри умерла после того, как ее застрелили в школе. Ее друзья изо всех сил пытаются справиться с потерей: Бак и ББА собираются уехать из города; Стив и его новая подруга Энджи спорят о том, как учить других движениям продолжать дело ОА; Джесси впадает в депрессию после её смерти, Француз борется со своей верой в ОА. Внезапно Бак видит Рэйчел в своём зеркале и связывается с группой, но родители Бака успевают продать зеркало и оно было увезено из города, что вынуждает героев проехать сотни миль, чтобы вернуть его. На ночь они останавливаются в церкви, и Француз временно расстаётся с группой, чтобы провести ночь с мужчиной, который рекомендует ему экстрасенса из Небраски для помощи. Затем группа отправляется туда, но зеркало случайно разбивается. Экстрасенс помогает Рэйчел войти в контакт с группой через телевизор. Ребята выводят из сообщений Рэйчел, что ОА успешно добралась до другого измерения, и что «туда безопасно перемещаться только BBA». |            |                                                           |                  |                                       |               |
| 12 | 4          | «СИГИЗИЯ» «Chapter 4: SYZYGY»                             | Зал Батманглидж  | Брит Марлинг и Зал Батманглидж        | 22 марта 2019 |
| После убийства Рэйчел, Хап сжигает её труп. Карим посещает Прейри/Нину, чтобы узнать о её причастности к CURI. ОА умоляет Карима помочь ей бежать из клиники в обмен на помощь с его делом. Они приходят к соглашению и совершают побег из клиники. У Гомера неудачное свидание, и Хап встречает загадочную женщину по имени Элоди, которая утверждает, что она тоже путешественник, исследующий множество измерений, как Хап. Тем временем ОА и Карим направляются в квартиру Нины и находят шкаф, полный кассет и записку с надписью «SYZYGY», что связано с баром в центре Сан-Франциско. ОА направляется к бару в роли Нины вместе с Каримом, который пытается найти зацепки. ОА привязывают к стулу на сцене, где разумный осьминог — Древняя Ночь, обвивает своими щупальцами её тело и заставляет ОА передавать людям сообщения от него. Осьминог выясняет, что это — О.А., и душит её до ОСП, чтобы помочь ей найти ключи к её расследованию. Потрясённый Карим отрубает одно из щупалец Древней Ночи, убивает его и реанимирует Нину. Они бегут в подвал бара и проходят через дверь, похожую на ту, что показана в Q Symphony. |            |                                                           |                  |                                       |               |
| 13 | 5          | «Медиум и инженер» «Chapter 5: The Medium & the Engineer» | Зал Батманглидж  | Брит Марлинг, Дэмиен Обер и Генри Бин | 22 марта 2019 |
| ОА и Карим проходят через канализацию, которая ведет их внутрь заброшенного дома на холме. Затем они вместе решают некоторые из головоломок дома, пока не теряют друг друга. Карим исследует лабиринты дома и находит Фолу (девушку-геймера, которая провела его через начальный этап игры) без сознания. Он пробивает одну из стен и выносит Фолу из дома, тем самым, спасая её. ОА путешествует глубже, она сталкивается с разумными деревьями, которые говорят ей, что Хап планирует сделать мощное открытие, которое заставит её потерять веру. Деревья предупреждают, что Нина, из этой реальности, является ключом ко всему. Тем временем, Гомер сталкивается с компрометирующими документами, в которых говорится о причастности Хапа к CURI, его записанные на кассеты разговоры с Раскиным рассказывают историю дома-головоломки. Он также раскрывает ложь Хапа о Рейчел. В это же время, в квартире Элоди, Хап пытается обезвредить Элоди для использования в своих экспериментах. Тем не менее, она улавливает его намерения и использует роботов, которые инициируют движения, отправляя ее в другое измерение. Шокированный Хап покидает помещение. |            |                                                           |                  |                                       |               |
| 14 | 6          | «Свет мой, зеркальце» «Chapter 6: Mirror Mirror»          | Эндрю Хай        | Доминик Орландо и Клэр Кичел          | 22 марта 2019 |
| BBA и ребята продолжают путешествие по Америке. Их машина ломается, и они едут автостопом в кафе, где Джесси выдвигает теорию, что им следует отправиться на остров Трежер-Айленд в Сан-Франциско в поисках ОА. По телевизионной трансляции в кафе они видят, что разыскиваются как скрывающиеся от правосудия лица. Они убегают, чтобы избежать внимания, и отправляются на автобусе в дом умирающего дяди BBA, Карла, в Калифорнии, где они останавливаются на день. Однако, ситуация принимает трагический оборот, Джесси принимает смертельную дозу лекарства Карла, и группа пытается спасти его, но безрезультатно. Они уходят, но Стив остается, чтобы воскресить Джесси. Он вновь терпит неудачу и бреет голову. Тем временем Бак, Энджи, Френч и BBA оплакивают потерю Джесси в номере мотеля и обсуждают поездку на остров, пока психолог из ФБР, Элиас, не прибывает в их комнату. Он предлагает им продолжить путешествие, утверждая, что Прейри нужна их помощь в её путешествии в качестве О.А. Группа решает отправиться на Трежер-Айленд. |            |                                                           |                  |                                       |               |
| 15 | 7          | «Нина Азарова» «Chapter 7: Nina Azarova»                  | Анна Роуз Холмер | Брит Марлинг и Генри Бин              | 22 марта 2019 |
| Гомер рассказывает Хапу, что узнал о смерти Рейчел, но Хап лжет, говоря, что та покончила с собой. Затем Гомер информирует Хапа, что Скотт рассказал о своем ОСП, где он видит Хапа и ОА вместе, как пару в другом измерения. Хап связывается со Скоттом, предлагая ему и Ренате свободу, если он поможет сориентироваться в доме на Ноб Хилл; Скотт принимает предложение. Он заходит внутрь дома, но внезапно падает и его забирает Хап для следующего эксперимента. Тем временем, ОА и Карим воссоединяются, когда находят видеозапись Мишель на чердаке дома. Они ссорятся, после того, как Карим не обращает внимания на заявлениями ОА о том, что Бак и Мишель — это один и тот же человек. Затем ОА пересекается с Элоди, которая советует ей позволить Нине также контролировать её тело. ОА тонет в ванной и воскрешает в себе сознание Нины. Затем она направляется на Трежер-Айленд, чтобы поговорить с Хапом. Тем временем, Карим разговаривает с Раскиным, который хвастается тем, что с домом покончено и никто не придет за ним. Он показывает, что Мишель жива, но находится в коме, и что дом начал нашел Карима и призывает его вернуться. |            |                                                           |                  |                                       |               |
| 16 | 8          | «Обзор» «Chapter 8: Overview»                             | Зал Батманглидж  | Брит Марлинг и Зал Батманглидж        | 22 марта 2019 |
| ОА помогает Гомеру вернуть его воспоминания и убеждает Хапа показать его исследования: это люди, впавшие в кому, помещенные в бассейн, из их ушей прорастают цветы и другие растения, которые создают карту других измерений. Это Скотт и альтернативные версии Француза, Джесси и Стива. ОА в чувствах выдаёт себя и принижает Хэпа за его жестокость. Он загоняет её в угол, окруженный роботами, которые инициируют движения, чтобы отправить их в другое измерение. Хап смертельно ранит Гомера выстрелом, и ОА приказывает умирающему Гомеру искать ее в следующем измерении. В первоначальном измерении Стив и группа воссоединяются на Трежер-Айленд, где BBA ощущает присутствие ОА, и они начинают делать движения, чтобы помочь ей, пока Стив не падает без сознания. Карим добирается до чердака заброшенного дома, решает последнюю загадку, и видит ОА, летящую в небе. Она внезапно падает, сознанием перенесясь в третье измерение вместе с Хапом, ломая четвертую стену. Следующее измерение находится в реальном мире, где снимают телевизионного шоу «ОА», где раненная ОА упоминается как «Брит», а Хап - ее муж, «Джейсон Айзекс», у которого британский акцент. Карим, который наблюдает за происходящим через окно дома, которое оказалось порталом между измерениями, замечает версию Бака в этой вселенной и зовёт его, тот подходит и залезает на чердак, чем пробуждает Мишель от комы, портал закрывается. ОА и Хап попадают в машину скорой помощи, но Стив, успешно прыгнув сквозь измерения, догоняет машину, воссоединяется с ОА и называет «Джейсона Айзекса» Хапом. |            |                                                           |                  |                                       |               |

## Производство
Брит Марлинг и Зал Батманглидж начали работать над концепцией сериала в декабре 2012 года. Они провели два года, работая над «ОА», прежде чем отправились в студии. Начиная с ранних стадий развития, они создавали историю, рассказывая её друг другу. Им было трудно обобщить сериал в письменном материале, поэтому они разработали его на слух. Когда руководители прочитали сценарий первого часа, они спросили, действительно ли история «куда-то идет». Марлинг и Бэтманглидж начали рассказывать историю от начала до конца, разыгрывая всех персонажей и важные моменты, в течение многих часов.
Сериал был впервые анонсирован 5 марта 2015 года, когда Netflix заказал восемь одночасовых эпизодов с Plan B и Anonymous Content. Было сказано, что Марлинг сыграет главную роль, Бэтманглидж будет режиссером, они оба будут выступать сценаристами и исполнительными продюсерами.
Ростам Батманглидж, брат Зала, работал в качестве одного из композиторов в сериале, а также написал его музыкальную тему. Хореограф Райан Хеффингтон создал «Движения».

## Закрытие сериала и реакция фанатов
5 августа 2019 года Netflix объявил о закрытии сериала после двух сезонов, оставив шоу без однозначной концовки. Марлинг написала, что ей и Бэтманглджу было «очень жаль», что они не смогут закончить шоу. Поклонники ответили с помощью кампаний #SaveTheOA и #TheOAisReal в Твиттере, петицией Change.org, и размещением видео о том, как они исполняют «Движения из сериала». Кроме того, фанаты OA собрали средства для цифрового рекламного щита на Таймс-сквер. Марлинг написала, что она была тронута поддержкой фанатов. Один фанат объявил голодовку в знак протеста против закрытия шоу; Марлинг и Бэтманглидж посетили ее и предложили ей еду и воду. Некоторые фанаты онлайн выдвинули теорию, что объявление об отмене было всего лишь мета рекламным трюком.

## Отзывы критиков
«ОА» получил положительные отзывы критиков. На сайте-агрегаторе Rotten Tomatoes сериал держит 77 % «свежести», что основано на 65 отзывах критиков со средним рейтингом 7,52 из 10. На Metacritic сериал получил 61 балл из 100, основанный на 17 «в общем положительных» рецензиях. Большинство зрителей признали амбициозность сериала и похвалили мистическую составляющую, однако некоторые раскритиковали манеру раскрытия сюжета. Также зрители отозвались о сходстве с «Очень странными делами» как положительно, так и отрицательно.

## Награды и номинации
| Награды и номинации | Награды и номинации            | Награды и номинации                                  | Награды и номинации            | Награды и номинации | Награды и номинации |
| Год                 | Награда                        | Категория                                            | Номинант                       | Результат           | Прим.               |
| ------------------- | ------------------------------ | ---------------------------------------------------- | ------------------------------ | ------------------- | ------------------- |
| 2017                | GLAAD Media Awards             | Лучший драматический сериал                          | «ОА»                           | Номинация           | [ 34 ]              |
| 2017                | Премия Гильдии сценаристов США | Лучший сценарий в эпизоде драматического телесериала | Брит Марлинг и Зал Батманглидж | Номинация           |                     |